# C'était la guerre des tranchées
C'était la guerre des tranchées est une bande dessinée de Jacques Tardi sortie en 1993. Dédiée à son grand-père, elle met en images sous forme fictionnelle des témoignages de la Première Guerre mondiale lors de la guerre des tranchées.
Les vingt premières pages ont d'abord été publiées en album sous le titre Le Trou d'obus (1983).
En 2011, sa traduction américaine, It Was the War of the Trenches, a reçu deux Prix Eisner dans les catégories « Meilleure œuvre inspirée de la réalité » et « Meilleure édition américaine d'une œuvre internationale ».

## Contexte
C’était la guerre des tranchées est une bande dessinée historique. Elle a été conçue en collaboration avec l’historien Jean-Pierre Verney, spécialiste de la Première Guerre mondiale. Elle fait partie d’un grand projet consacré à la Première Guerre mondiale auquel Jacques Tardi a travaillé pendant des années et qu’il a inauguré dans le magazine À Suivre dans les années 1980, sous forme d'« épisodes ». La première parution de l’album C’était la guerre des tranchées se fait en 1993 chez l'éditeur belge Casterman. Il a depuis été réédité plusieurs fois, notamment à l’occasion du centenaire de la Première Guerre mondiale. Cet album a reçu deux prix Eisner en 2011 aux États-Unis (« Meilleure œuvre inspirée de la réalité » et « Meilleure édition américaine d’une œuvre internationale »).

Jacques Tardi passe son enfance en Allemagne après la Seconde Guerre mondiale, avec son père, militaire de carrière. Ses deux grands-pères étaient soldats pendant la Première Guerre mondiale. Dans le magazine Marianne, en 2012, Jacques Tardi raconte :
« Mon grand-père maternel est mort dans les tranchées. Mon grand-père paternel, ancien combattant de 1914-1918, est décédé quand j’avais 5 ans. C’est ma grand-mère qui me parlait de ce qu’il avait vécu : elle racontait des horreurs qui me foutaient la trouille. Rien que ce mot, « tranchées », m’évoquait l’idée de se couper un doigt. Plus tard, j’ai vu des photos de cette guerre dans de vieux numéros de l’Illustration, et le premier livre que j’ai lu parlait d’un poilu. »
Jacques Tardi est un artiste engagé contre la guerre, il est pacifiste.
Plusieurs auteurs de bande dessinée ont pris la Première Guerre mondiale comme sujet : les albums de Bécassine figurent parmi les plus anciens, puisqu'ils sont contemporains de la Grande Guerre. Les Pieds nickelés s'affirment également contre l'ennemi allemand. Dans les années 1990, les auteurs abordent des sujets rarement traités dans la bande dessinée, comme le rôle des soldats coloniaux (Sang noir de Frédéric Chabaud et Julien Monier), le génocide arménien (Paolo Cossi, Medz Yeghern, le grand mal) ou encore les gueules cassées. Ils se documentent et montrent la violence sans tabou, en abandonnant toute forme de révérence envers leur patrie. C'est dans cette ligne que s'inscrit Jacques Tardi.

## Choix esthétiques
Tardi fait le choix de représenter la guerre en noir et blanc. Ses dessins sont précis et méticuleux. Les scènes sont réalistes et sont dessinées à partir des documents de l'époque, notamment des photographies. 
C’était la guerre des tranchées est une bande dessinée qui reprend les règles de la ligne claire[réf. nécessaire]. Les caractéristiques de la ligne claire sont le trait simple et les aplats de couleur nettement séparés, à la manière des vitraux. Tardi reprend un certain nombre de caractéristiques du style d’Hergé, qualifié de « ligne claire » :
- contour systématique : trait noir d’épaisseur régulière, identique pour tous les éléments du dessin[réf. nécessaire] ;
- couleurs en aplats, sans effets d’ombre et de lumière ;
- les ombres des personnages ne sont jamais représentées[réf. nécessaire] ;
- les décors et les objets sont réalistes ;
- l’utilisation de phylactères rectangulaires.

## Résumé de l’albumC’était la guerre des tranchées
L’album présente une série de situations sur le front pendant la Grande Guerre. Ces situations ne suivent pas un ordre chronologique : Tardi ne cherche pas à raconter le conflit mais à montrer la vie des poilus et les combats.
L’auteur ne met pas en avant de héros, il ne présente aucun « personnage principal ». Il insiste sur les conditions de vie collective et met en scène des soldats qui subissent les violences et qui critiquent la guerre. 

## Publication

### Revue
Les récits du recueil commencent à paraître à partir du no 50 de la revue (À suivre) en 1982.

### Albums
- Le Trou d'obus, Épinal, Imagerie Pellerin, 1984[2].
- C'était la guerre des tranchées, Tournai, Casterman, 1993[3].

### Documentation
- Évariste Blanchet, « C'était la guerre des tranchées », Critix, no 4,‎ 1993/94, p. 13-14.
- Mike Conroy, « C'était la guerre des tranchées », dans La guerre dans la BD, Eyrolles, 2011 (ISBN 9782212132199), p. 56-57.
- Paul Gravett (dir.), « De 1970 à 1989 : C'était la guerre des tranchées », dans Les 1001 BD qu'il faut avoir lues dans sa vie, Flammarion, 2012 (ISBN 2081277735), p. 440-441.